# Parafia św. Mikołaja i Matki Bożej Saletyńskiej w Łanowicach
Parafia św. Mikołaja i Matki Bożej Saletyńskiej w Łanowicach – należy do dekanatu samborskiego w archidiecezji lwowskiej, kościoła katolickiego na Ukrainie.

## Historia
Parafia w Łanowicach została założona w 1462 roku przez ówczesnego właściciela Pawła Odrowąża, który też zbudował kościół. Druga świątynia została zbudowana z funduszy Marcina Łyczko, którą w 1591 roku konsekrował abp Jan Solikowski. Trzecia świątynia została zbudowana w 1727 roku z funduszy Dominika Kossakowskiego, a konsekrowana w 1753 roku przez bp Wacława Hieronima Sierakowskiego. Czwarta drewniana świątynia została zbudowana w 1817 roku z funduszy Ignacego Konarskiego.
Parafia należała do dekanatu Samborskiego, a od 1912 roku do dekanatu rudeckiego. Do parafii należeli wierni z miejscowości: Łanowice, Kowenice, Maksymowice, Mistkowice, Pianowice i Zarajsko. W parafii były kaplice filialne: św. Andrzeja Boboli w Kowenicach, zbudowana w 1913 roku, a poświęcona w 1937 roku i św. Antoniego w Maksymowicach, zbudowana w 1924 roku.
Od 1925 roku proboszczem był ks. Dominik Czeszyk, który w 1948 roku został aresztowany przez władze ZSRR i zesłany na Syberię. W latach 1948–1958 opiekę nad parafią sprawował o. Aleksander Kałużewski z Mościsk. W 1953 roku kościół został zamknięty, a w 1980 roku zburzony.
W 1989 roku zbudowano kaplicę na cmentarzu i rozpoczęto budowę nowego kościoła, który w 1993 roku poświęcił bp o. Rafał Kiernicki. W latach 1989–1994 duszpasterzem był ks. Gerard Liryk, a od 1994 roku posługę sprawują księża Saletyni.